# Stroitel Brest
SC Stroitel Brest (Wit-Russisch: Будаўнік Брэст) is een Wit-Russische hockeyclub uit Brest.
De club werd opgericht in 1988 en speelde in het rood. Van 1989 tot 1992 speelde de club op het hoogste niveau in de toenmalige Sovjet-Unie. In 1993 werden de heren de eerste Wit-Russische kampioen.

## Erelijst heren
- Europacup II C-divisie: 1996
- Europacup II B-divisie: 1997
- Europacup I C-divisie: 2004
- Europacup I B-divisie: 2005
- Euro Hockey Challenge: 2008

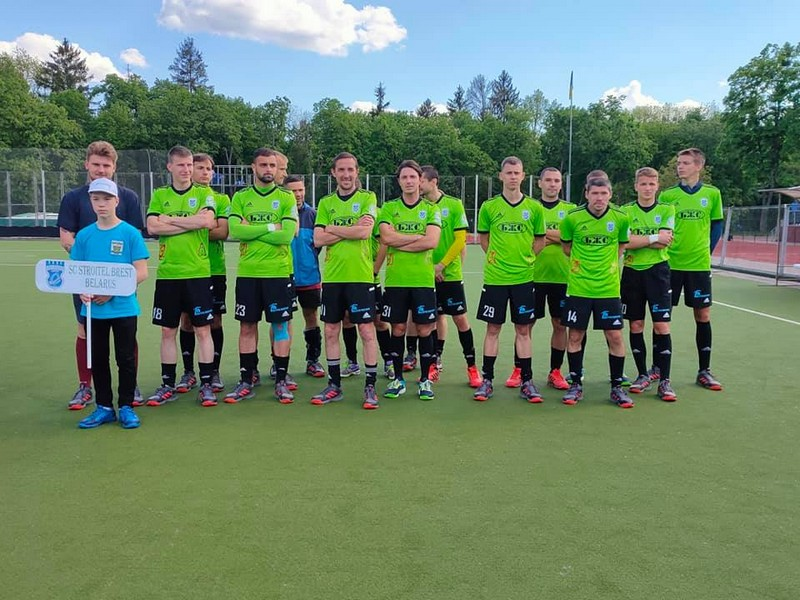
De ploeg van Stroitel Brest in 2021

- Kampioen van Wit-Rusland: 1996-2004
- Bekerwinnaar Wit-Rusland: 1994, 1995, 1999-2004